# Ju-Piter

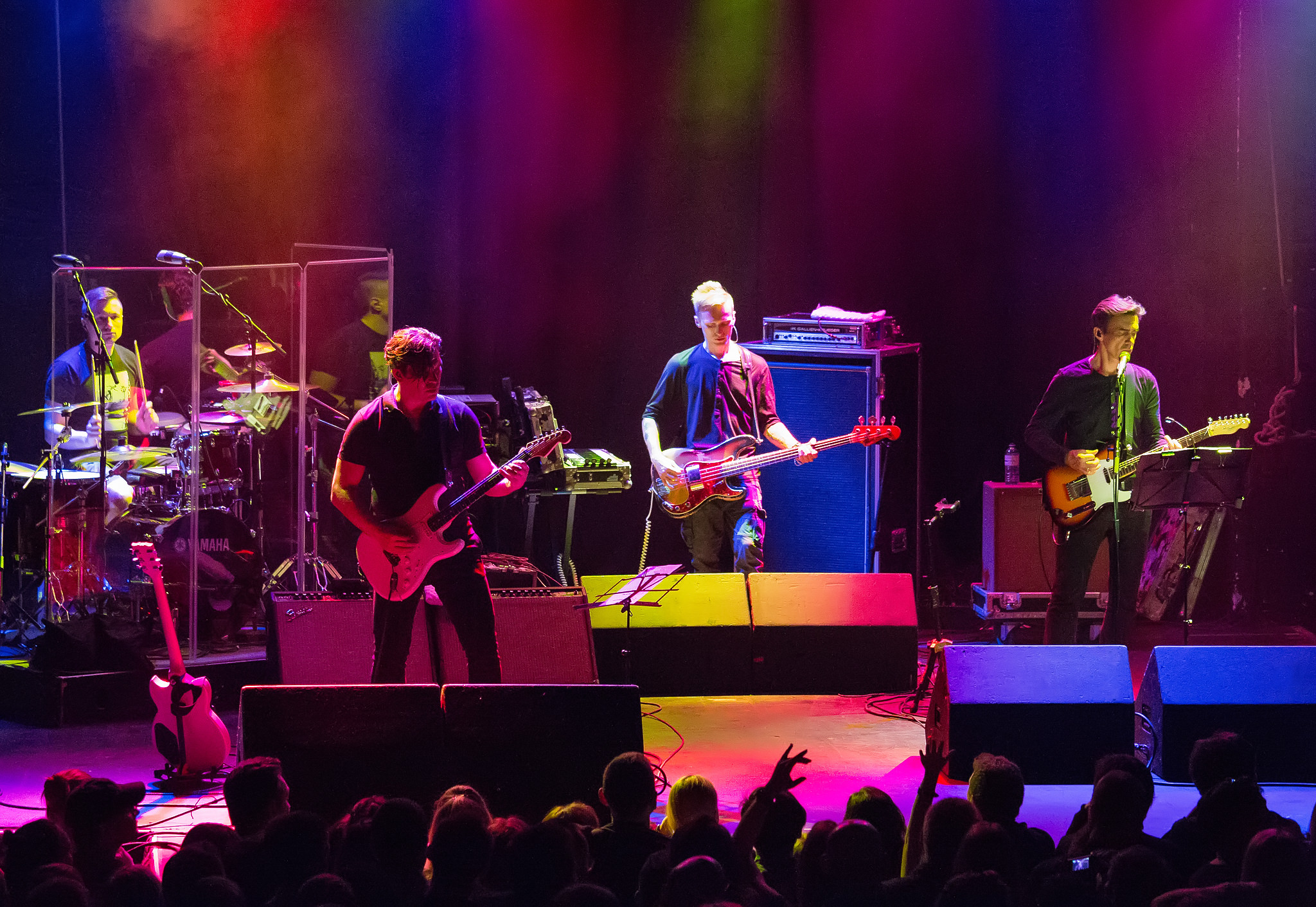
Ju-Piter (2016)

Ju-Piter (russisch Ю-Питер) ist eine russische Rockband, die 2001 von Wjatscheslaw Butussow (ex. Nautilus Pompilius), Juri Kasparjan (ex. Kino), Oleg Sakmarow (ex. Aquarium) und Jewgeni Kulakow (ex. Poimanje Murawjedy) gegründet wurde. Der Name spielt sowohl auf Jupiter (Mythologie) (russisch Юпитер) als auch auf Питер (umgangssprachlich für Sankt Petersburg) an.

## Geschichte
Am 11. Oktober 2001 wurde die Band (noch ohne Namen) vorgestellt, im November erschien die erste Single unter dem Namen Ju-Piter - Udarnaja Ljubow (russisch Ю-Питер - Ударная любовь).
2002 hat die Band in ganz Russland und den Nachbarländern aktiv gastiert, wobei sie die Lieder aus der Solokarriere von Wjatscheslaw Butussow, seiner ehemaligen Band Nautilus Pompilius und der ex. Band Kino des Gitarristen Juri Kasparjan gespielt haben.
2003 wurde das Album Imja Rek (russisch Имя рек) veröffentlicht. Die Band hat an einigen Rock-Festivals teilgenommen und nahm das Lied Surgi i Lurgi (russisch Сурги и Лурги) für ein Tribute-Album der Gruppe Piknik auf.
2008 erschien ein Tribute-Album der Band Nautilus Pompilius, wobei die zweite Hälfte des Albums von Ju-Piter ausgeführt wurde. Am 11. Oktober des Folgejahres fand ein 25-jähriges Nautilus Pompilius Jubiläums-Konzert statt, in dem einige Lieder mit der Begleitung von Orchestermusik gespielt wurden.

## Diskografie
Alben
- 2003: Имя рек („Name der Flüsse“)
- 2004: Биографика („Biografie“)
- 2008: Богомол („Gottesanbeter“)
- 2010: Цветы и тернии („Blüten und Dornen“)
- 2015: Гудгора („Hupeberg“)